# Facundo Pellistri
Facundo Pellistri Rebollo (født 20. december 2001) er en uruguayansk professionel fodboldspiller, som spiller for den græske Super League-klub Panathinaikos og Uruguays landshold.

## Klubkarriere

### Peñarol
Pellistri begyndte sin karriere hos Peñarol, hvor han fik sin professionelle debut den 11. august 2019. Han blev inkluderet i årets hold i Primera División Uruguaya for 2019 sæsonen.

### Manchester United
Pellistri skiftede i oktober 2020 til Manchester United.

#### Lejeaftaler til Alavés
Pellistri blev i januar 2021 udlejet til Deportivo Alavés. Efter en god halvsæson med Alavés, blev han lånt tilbage til klubben i august 2021.

#### United-debut
Pellestri gjorde sin debut for Manchester United den 10. januar 2023 i en EFL Cup-kamp imod Charlton Athletic, da han blev skiftet på banen i slutningen af kampen. Han fik sin Premier League debut den 8. februar 2023 i en kamp imod Leeds United.

#### Leje til Granada
Pellistri blev igen udlejet i januar 2024, da han skiftede til Granada for resten af 2023-24 sæsonen.

### Panathinaikos
Pellstri skiftede i august 2024 til græske Panathinaikos på en permanent aftale.

## Landsholdskarriere

### Ungdomslandshold
Pellistri spillede i 2017 to kampe med Uruguays U/16-landshold.

### Seniorlandshold
Pellistri debutrede for Uruguays landshold den 28. januar 2022.

## Titler
Individuelle
- Primera División Uruguaya Årets hold: 1 (2019)